# فرودگاه دیترویت لیک
فرودگاه دیترویت لیک (به انگلیسی: Detroit Lakes Airport) یک فرودگاه همگانی بهره‌برداری هوایی با کد یاتا DTL است که یک باند فرود آسفالت دارد و طول باند آن ۱۳۷۲ متر است. این فرودگاه در شهر دیترویت لیکز، مینه‌سوتا کشور ایالات متحده آمریکا قرار دارد و در ارتفاع ۴۳۱ متری از سطح دریا واقع شده‌است.